# Je verrai toujours vos visages
Pour plus de détails, voir Fiche technique et Distribution.
Je verrai toujours vos visages est un film dramatique français écrit et réalisé par Jeanne Herry, sorti en 2023.
Le film aborde le thème de la justice réparatrice, qui confronte les victimes d'infractions à leurs auteurs. Il ne s'agit pas d'un documentaire : il ne présente pas de « vraies victimes » et de « vrais auteurs », les comédiens jouent des personnages et les faits évoqués sont des faits de délinquance fictifs.

## Synopsis
Des mesures de justice restaurative sont proposées depuis 2014 en France à des victimes de vols, de viols et des auteurs d’infraction afin de dialoguer dans des dispositifs sécurisés. Ces lieux sont encadrés par des professionnels et des bénévoles.
Ce film montre les rencontres entre des hommes condamnés et des victimes ainsi que toute la préparation à ces rendez-vous qui fait partie intégrante du processus des mesures restauratives, menée par Judith, Fanny et Michel. Nous suivons quatre victimes (Sabine, Grégoire, Nawelle et Chloé) concernées par diverses infractions : vol à l'arraché, cambriolage, braquage et viols incestueux respectivement. L'évolution des victimes s'accompagne de celle des coupables, ces évolutions aboutissant parfois à la réparation. Ces chemins se caractérisent par des émotions multiples, contradictoires, changeantes.

## Fiche technique
Sauf indication contraire, les informations mentionnées dans cette section peuvent être confirmées par les bases de données cinématographiques IMDb et Allociné,  présentes dans la section « Liens externes ».
- Titre original : Je verrai toujours vos visages
- Réalisation : Jeanne Herry
- Scénario : Jeanne Herry
- Musique : Pascal Sangla
- Décors : Jean-Philippe Moreaux
- Costumes : Isabelle Pannetier
- Photographie : Nicolas Loir
- Montage : Francis Vesin
- Son : Guadalupe Cassius
- Production : Alain Attal et Hugo Sélignac
- Sociétés de production : Trésor Films et Chi-Fou-Mi Productions
- Société de distribution : Studiocanal
- Pays de production :  France
- Langue originale : français
- Format : couleur — 2,35:1
- Genre : drame
- Durée : 118 minutes
- Budget : 8 500 000 €
- Dates de sortie :
  - France : 29 mars 2023
  - Suisse romande : 5 avril 2023

## Distribution
- Birane Ba : Issa
- Leïla Bekhti : Nawelle
- Anne Benoît : Yvette
- Dali Benssalah : Nassim
- Élodie Bouchez : Judith
- Suliane Brahim : Fanny
- Jean-Pierre Darroussin : Michel
- Adèle Exarchopoulos : Chloé Delarme
- Gilles Lellouche : Grégoire
- Miou-Miou : Sabine
- Pascal Sangla : Cyril
- Fred Testot : Thomas
- Denis Podalydès : Paul
- Raphaël Quenard : Benjamin Delarme
- Sébastien Houbani : Mehdi
- Catherine Arditi : la grand-mère de Chloé

## Accueil

### Accueil critique
En France, le site Allociné donne la note de 4,1⁄5, après avoir recensé 35 critiques de presse.
Dans son ensemble, la presse française considère que ce troisième film de Jeanne Herry est une grande réussite. Parmi les critiques les plus positives, on peut citer celle de CNews : « Brillant de bout en bout, sans baisse de régime, ni fausse note ou digression superflue, et orchestré au rythme de monologues déclamés avec un naturel, une spontanéité et une rage à faire frémir le plus aguerri des psychanalystes, Je verrai toujours vos visages est sublimé par un casting hors-pair qui fait preuve d’une générosité et d’une confiance absolue en son sujet comme en sa réalisatrice. ».
Pour Éric Neuhoff (Le Figaro), « Jeanne Herry s’empare avec fermeté et droiture du thème peu exploré de la justice restaurative. Elle orchestre un fascinant dialogue entre victimes et délinquants. ».
Pour Sophie Grassin de L'Obs, ce film est un « Plaidoyer pétri d’humanité, écriture ciselée, tension palpable, le sujet – la réparation – prime ici sur la réalisation, pensée sans ostentation. ».
Baptiste Thion (Le Journal du Dimanche), résume sa critique ainsi : « Brillant dans son écriture, ce récit choral fait l’éloge du collectif et d’un dispositif méconnu mais réparateur, rendant au passage hommage aux hommes et femmes qui s’attèlent à son bon fonctionnement. ».

### Box-office
Pour son premier jour d'exploitation en France, Je verrai toujours vos visages a réalisé 43 031 entrées, dont 17 357 en avant-première, pour un total de 1 526 séances proposées. En comptant pour ce premier jour les avant-premières, le film se positionne en seconde place du box-office des nouveautés pour sa journée de démarrage, derrière Le Royaume de Naya (74 085) et devant Shazam ! La Rage des Dieux (41 900).
Au bout d’une première semaine d’exploitation dans les salles françaises, le long-métrage totalise 282 292 entrées, pour une première place au box-office, devant Shazam ! La Rage des Dieux (262 525). La semaine suivante, le film se positionne troisième du box-office, derrière la nouveauté française Les Trois Mousquetaires : D'Artagnan (194 589) et devant John Wick : Chapitre 4 (155 910). En semaine 3, le long-métrage descend en cinquième position du box-office hebdomadaire avec 199 416 entrées supplémentaires, derrière la nouveauté 10 jours encore sans maman (256 753).
Je verrai toujours vos visages est le premier film de sa réalisatrice à dépasser le million d'entrées en France.
| Pays ou région | Box-office        | Date d'arrêt du box-office | Nombre de semaines |
| -------------- | ----------------- | -------------------------- | ------------------ |
| France         | 1 165 205 entrées | 18 juillet 2023            | 16                 |
| Total mondial  | 9 056 053 $       | -                          | -                  |

## Distinctions

### Récompenses
- César 2024[13] : 
  - Meilleure actrice dans un second rôle pour Adèle Exarchopoulos
  - César des lycéens

### Nominations
- César 2024[13] :
  - Meilleur film
  - Meilleure réalisation
  - Meilleure actrice dans un second rôle pour Leïla Bekhti
  - Meilleure actrice dans un second rôle pour Élodie Bouchez
  - Meilleure actrice dans un second rôle pour Miou-Miou
  - Meilleur scénario original
  - Meilleur son
  - Meilleur montage